# Johanneskerk (Heerde)
De Johanneskerk is een kerk aan de Dorpsstraat 31 in de Nederlandse gemeente Heerde van de provincie Gelderland.

## Geschiedenis
De Johanneskerk van de Hervormde Gemeente Heerde dateert vermoedelijk uit de 15e eeuw. De kerk heeft een laatgotische toren en het schip dateert uit 1923. De toren uit 1907 is opgetrokken uit baksteen en is deels met tufsteen bekleed. Hij heeft een achtzijdige ingesnoerde naaldspits. Ooit heeft er een houten spitsje op de kerk gestaan nadat men deze in 1869 had afgebroken. De kerk heeft de rijksmonumentenstatus. Architect van het schip is J. of W. Pothoven uit Amersfoort welke hij in 1923 heeft ontworpen. De plattegrond van dit schip heeft de vorm van een Grieks kruis met een bedekking van leien in Maasdekking.